# Списак епизода серијала Јужни ветар
Серијал Јужни ветар се емитује на каналу РТС 1 од 19. јануара 2020. и има укупно 30 епизода приказаних кроз три ТВ серије под називима: Јужни ветар, Јужни ветар 2: Убрзање и 
Јужни ветар: На граници.

## Преглед
| Сезона | Сезона | Епизоде | Епизоде | Оригинално емитовање | Оригинално емитовање |
| Сезона | Сезона | Епизоде | Епизоде | Премијера            | Финале               |
| ------ | ------ | ------- | ------- | -------------------- | -------------------- |
|        | 1.     | 14      | 14      | 19. јануар 2020.     | 19. април 2020.      |
|        | 2.     | 4       | 4       | 24. септембар 2022.  | 2. октобар 2022.     |
|        | 3.     | 12      | 12      | 25. фебруар 2023.    | 2. април 2023.       |

## Епизоде

### Серија Јужни ветар (2020)
Серији Јужни ветар претходио је истоимени филм Јужни ветар (филм) из 2018. године. Прве четири епизоде серије Јужни ветар су сцене из филма, док осталих 10 епизода представља наставак радње.
| Бр. еп. (укупно) | Бр. еп. (у сезони) | Наслов         | Редитељ         | Сценариста                         | Премијера         |
| --- | ------------------ | -------------- | --------------- | ---------------------------------- | ----------------- |
| 1 | 1                  | „Епизода 1.1”  | Милош Аврамовић | Петар Михајловић и Милош Аврамовић | 19. јануар 2020.  |
| У првој епизоди серије пратимо долазак аутомобила марке Мерцедес који напуњен дрогом полази из Бугарске ка Србији. Дрогу за Београд шаље Димитар, бугарски нарко-бос, а до места предаје треба да је одвезе његов син Христо, који се дан пре тога оженио. У међувремену, Мараш заједно са својим најбољим пријатељем Баћом и Јанијем, још једним чланом Цареве банде, краде са паркинга нови модел Мерцедеса. |                    |                |                 |                                    |                   |
| 2 | 2                  | „Епизода 1.2”  | Милош Аврамовић | Петар Михајловић и Милош Аврамовић | 26. јануар 2020.  |
| Након успешне предаје украденог аутомобила његовом власнику, за откуп од десет хиљада евра, Мараш на улици угледа најновији модел Мерцедеса и одлучи да га украде, не знајући да припада нарко мафији и да је пун дроге. У исто време, тај аутомобил очекује и Голуб, криминалац из Београда који сарађује са полицијом. Мараш успева да украде Мерцедес а Голуб, у налету гнева, убија Димитровог сина Христа јер није боље пазио на аутомобил који је довезао. Полицијски инспектор Ступар сазнаје од Јанија да је Мараш украо ауто. Полиција упада у стан у којем живе Мараш и Софија. Мараш успева да побегне полицијској потери а Софију приводе у станицу.                                                                          |                    |                |                 |                                    |                   |
| 3 | 3                  | „Епизода 1.3”  | Милош Аврамовић | Петар Михајловић и Милош Аврамовић | 2. фебруар 2020.  |
| Мараш заједно са Баћом покушава да открије ко је полицији одао информацију да је он украо аутомобил. Димитар долази у Београд да преузме леш свог сина Христа. Голуб му саопшти како новац од дроге може да очекује тек када аутомобил буде пронађен. Мараш открива да се у аутомобилу налази сакривени кокаин и позива Голуба са предлогом како да се нагоде. |                    |                |                 |                                    |                   |
| 4 | 4                  | „Епизода 1.4”  | Милош Аврамовић | Петар Михајловић и Милош Аврамовић | 9. фебруар 2020.  |
| Након неуспешне замене Мерцедеса за Софију и сто хиљада евра и Баћиног рањавања у пуцњави са Голубовим људима Мараш остаје потпуно сам. У очајању киднапује Ступара који му даје предлог како да елиминише Голуба и сачува живу главу. Голубови људи јављају свом шефу да им се Мараш предао и да га држе везаног. Коначни обрачун између њих двојице се приближава. |                    |                |                 |                                    |                   |
| 5 | 5                  | „Епизода 1.5”  | Милош Аврамовић | Петар Михајловић и Милош Аврамовић | 16. фебруар 2020. |
| Свакодневну рутину живота у казнено-поправном заводу "Забела", који се већим делом одвија по неписаним затворским правилима, Петар Мараш прекида повременим сусретима са сином Луком. Очекујући окончање Марашеве казне, Цар и његова екипа су се у потпуности посветили свом новом послу, договореном са полицијским инспектором Ступаром и бугарским наркобосом Димитром. Упркос тој успешној и добро разрађеној сарадњи Цар већ планира и проширење послова. |                    |                |                 |                                    |                   |
| 6 | 6                  | „Епизода 1.6”  | Милош Аврамовић | Петар Михајловић и Милош Аврамовић | 23. фебруар 2020. |
| Вест о Марашевом превременом пуштању из затвора изненадила је све. Ипак се, као још веће изненађење, испостави Марашева одлука о његовом даљем животном путу коју он саопштава Цару приликом њиховог првог сусрета по изласку на слободу. Тако се, у жељи да унесе одређене промене у свој живот, Мараш усељава у стан својих родитеља а Цар бива принуђен да сам дочека нове вести које му Ступар доноси. |                    |                |                 |                                    |                   |
| 7 | 7                  | „Епизода 1.7”  | Милош Аврамовић | Петар Михајловић и Милош Аврамовић | 1. март 2020.     |
| Улажући велики напор Мараш покушава да направи баланс у свом приватном животу. У томе му не помажу ни неповерљиви и озбиљно болесни отац Лазар нити Софија, која је још за време његових затворских дана одлучила да настави живот без њега. Истовремено, Мараш се труди да покрене свој властити посао и одбија Баћине предлоге да му се придружи у новим криминалним активностима потпуно независним од посла са Царем. За то време црногорски нарко-клан под вођством амбициозног Вајo, који и сам уноси иновације у своје пословање, наставља са својим сигурним уздизањем на врућем београдском асфалту. |                    |                |                 |                                    |                   |
| 8 | 8                  | „Епизода 1.8”  | Милош Аврамовић | Петар Михајловић и Милош Аврамовић | 8. март 2020.     |
| Док Баћа безуспешно наставља са покушајима да "избави" Мараша из суморног предузетничког живота и поново га убаци у свој свет новца, провода и дроге Цар почиње да паничи увидевши размере Димировог новог и изузетно ризичног посла који је, након разговора са својим надређеним мистериозним ликом Црвеним, аминовао и Ступар. Димитрове намере не пролазе неопажено. Вест о њима долази и до самог Ваја. |                    |                |                 |                                    |                   |
| 9 | 9                  | „Епизода 1.9”  | Милош Аврамовић | Петар Михајловић и Милош Аврамовић | 15. март 2020.    |
| Желећи да конкурецији стави до знања да неће лако преузети примат у београдским криминалним круговима Вајо и његова екипа предузимају прве, али веома конкретне кораке, поводом отпочињања новог посла између Цареве и Димирове групе. Поред свег труда који је уложио Мараш ипак не успева да свој нови посао "постави на ноге" али, са друге стране, успева да придобије поверење оних до којих му је највише стало. Не би ли смирио страсти између сукобљених страна Ступар уговара састанак између Ваја, Цара и Димитра. Иако делује да су успели да постигну договор око пословања јасно је да је у питању само привид. |                    |                |                 |                                    |                   |
| 10 | 10                 | „Епизода 1.10” | Милош Аврамовић | Петар Михајловић и Милош Аврамовић | 22. март 2020.    |
| Тренутно примирје, које је у реалности само изговор за конкретну припрему за наступајући рат банди, сви учесници у сукобу користе за обављање других обавеза. Док Цар припрема славу а Вајо гости свог иностраног пословног партнера Димитар део своје војске премешта у Београд. Мараш признаје себи да у пословима које је започео не може да успе без Цареве помоћи па одлучује да помоћ и прихвати. Али када сазна све појединости које садржи Царев нови посао окреће му леђа и повлачи се. Упркос Ступаревим настојањима да целокупна дешавања у криминалним круговима држи под контролом, пратећи одређене доказе, амбициозни инспектор Папа наслути какав се хаотични расплет ту може предвидети што додатно искомпликује ствари. |                    |                |                 |                                    |                   |
| 11 | 11                 | „Епизода 1.11” | Милош Аврамовић | Петар Михајловић и Милош Аврамовић | 29. март 2020.    |
| Наизглед небитни кафански сукоб између Црногораца и Бугара претвара се у иницијалну капислу којом, и дефинитивно, започиње сукоб супротстављених банди. Постаје јасно да су Цар и Димитар све забринутији пошто су дуго очекивану пошиљку дроге допремили у Србију и започели са новим послом упркос другачијим договорима са Вајом. Са фирмом која пропада, и учесталим назнакама да га многи и даље везују за Цара и његове активности, Мараш се у страху за будућност својих најближих обраћа Баћи надајући се да ће од њега сазнати све појединости и ризике везане за нова дешавања у криминалним круговима. |                    |                |                 |                                    |                   |
| 12 | 12                 | „Епизода 1.12” | Милош Аврамовић | Петар Михајловић и Милош Аврамовић | 5. април 2020.    |
| Сукоб између Црногораца и Бугара прераста у отворену улични рат праћен уценама, киднаповањима, жртвама и експлозијама. Цар схвата колико све то надилази његове могућности и бива принуђен да се, по први пут од када су скопили савез, оглуши о Ступарове смернице. Цар одлучује да повуче своју екипу из сукоба банди, не жели да стане ни на једну од две завађене стране и тако свакога ко му је близак изложи ризику да постане легитимна мета. До овакве спознаје долази и сам Мараш који, након још једног неуспелог покушаја да промени ток ствари у своме животу, дефинитивно прихвата чињеницу да од властите прошлости и карактера који поседује не може побећи.                                                               |                    |                |                 |                                    |                   |
| 13 | 13                 | „Епизода 1.13” | Милош Аврамовић | Петар Михајловић и Милош Аврамовић | 12. април 2020.   |
| Повратник у свет криминала Мараш преузима иницијативу у решавању проблема које Царева екипа тренутно има у жељи да помогне Цару који тугује погођен породичном трагедијом. Након што је Ступар испао из приче Мараш схвата да његова екипа мора да преузме на себе ризик како би се извукла из тренутних неприлика у које је запала, спасла своје породице од нових страдања и обезбедила своју даљу будућност и позицију у српском подземљу. Упркос вербалној сагласности "виших инстанци" Мараш и његови људи препуштени су сами себи и принуђени да крену у акцију против Димитра. |                    |                |                 |                                    |                   |
| 14 | 14                 | „Епизода 1.14” | Милош Аврамовић | Петар Михајловић и Милош Аврамовић | 19. април 2020.   |
| Пошто је елиминисао Димитра, Вајо са уживањем пристаје на сусрет са Марашем у присуству Црвеног. Овим сусретом Вајо очекује да ће постати апсолутни шеф српског подземља. Цар схвата да Мараш у потпуности контролише ситуацију и без трунке сумње стоји иза својих одлука и намера, па доноси одлуку да се повуче и препусти Марашу место вође њиховог клана. По добро осмишљеном плану Мараш повлачи свој последњи потез и са нестрпљењем очекује реакцију својих противника. |                    |                |                 |                                    |                   |

### Серија Јужни ветар 2: Убрзање (2022)
Серији Јужни ветар 2: Убрзање претходио је истоимени филм Јужни ветар 2: Убрзање из 2021. године. Све четири епизоде серије Јужни ветар 2: Убрзање су сцене из истоименог филма.
| Бр. еп. (укупно) | Бр. еп. (у сезони) | Наслов        | Редитељ         | Сценариста                         | Премијера           |
| --- | ------------------ | ------------- | --------------- | ---------------------------------- | ------------------- |
| 15 | 1                  | „Епизода 2.1” | Милош Аврамовић | Петар Михајловић и Милош Аврамовић | 24. септембар 2022. |
| Петар Мараш користи предности стеченог статуса неприкосновеног вође српског подземља. Желећи да прошири свој посао и врати се у оквире закона, Мараш улаже илегално стечен новац у легалне послове, и вребајући повољну прилику, он по задатку, са својим верним Баћом, одлази у источну Србију. Добили су задатак од државе да од сељака купе имовину за пролазак цеви за Јужни ток. Сељаци нуде своју понуду, а Црвени им даје мање од 10% износа који су тражили. Сељаци прихватају али Мараш узима уговор и цепа. Одлучује да направи сопствени посао са сељацима и даје им дупло више од онога што им је Црвени понудио. Марашев брат Ненад у сарадњи са Дамиром почиње на своју руку да води посао диловања дрогом. Али, то није оно најгоре. Ненад на своју руку са Дамиром одлучује да крене пут Бугарске по већу количину дроге. Када то буде сазнао од Танкосића, Мараш ће полудети и одлучити да прекине своје послове и крене за Ненадом. |                    |               |                 |                                    |                     |
| 16 | 2                  | „Епизода 2.2” | Милош Аврамовић | Петар Михајловић и Милош Аврамовић | 25. септембар 2022. |
| Мараш покушава да заустави Ненада да пређе границу са Бугарском, али не успева. Међутим, то га неће спречити да са Баћом на мотору илегално и они пређу границу. За њима креће гранична полицијска потера, али они успевају некако да им умакну кроз непроходне шумске путеве. За то време, Ненад, схвативши да Дамир игра прљаво и да покушава да му смести, зауставља ауто и почиње да се расправља са њим. Међутим, Дамир некако успева да га убеди да га не намешта и, хранећи му его како мора да се осамостали од брата, наговара га да што пре узму робу и врате се у Србију. Њих двојица настављају пут и долазе до договореног места где треба да преузму робу од Бугарина Кирила. Изненада, појављује се група бандита на челу са Чавдаром, који им отима дрогу и новац. У сукобу, Дамир бива убијен, Кирил тешко рањен, а Ненад отет. Недуго затим, Мараш и Баћа долазе на место где се одиграо окршај и затичу тешко рањеног Кирила од кога покушавају да сазнају где се налази Ненад. Баћа мисли да је добро што се Ненаду ово догодило да би схватио какав је њихов свет. Ненад успева телефоном да ступи у контакт са Марашом и да му објасни где се налази. Уз помоћ Кирила, Мараш и Баћа крећу пут места на којем Бугари држе Ненада. |                    |               |                 |                                    |                     |
| 17 | 3                  | „Епизода 2.3” | Милош Аврамовић | Петар Михајловић и Милош Аврамовић | 1. октобар 2022.    |
| Мараш покушава да умири Софију. Лаже је да је све у реду и да нема разлога за бригу, иако је она сазнала од Ели да је Ненад покупио све паре и пасош. Кирил одводи Мараша и Баћу код Ангела, свог одметнутог сина, који живи у шуми са члановима банде у блуду и разврату. Тамо је одсео и Чавдар, који је отео Ненада. Ненад успева да украде телефон од отмичара и да се јави брату, али бива откривен и поново одведен. Утом код Ангела стижу Мараш, Баћа и Кирил где извршавају масакр над промискуитетном бандом. Од рањеног Ангела сазнају да им је план био да затворе турски канал и да дрогу продају Румунима. Након тога, Кирил убија сина. Софија одлази код Цара у болницу и говори му да је Мараш у проблему и да морају да му помогну. Уз помоћ Дрке, они настоје да ступе у контакт са Црвеним. Мараш и Баћа крену у село у којем Чавдар држи Ненада. За то време, Софија успева да нађе Црвеног у напуштеном хотелу и уз претњу пиштољем говори му да врати Мараша. Он јој говори да не може, јер је Мараш прешао све могуће границе. |                    |               |                 |                                    |                     |
| 18 | 4                  | „Епизода 2.4” | Милош Аврамовић | Петар Михајловић и Милош Аврамовић | 2. октобар 2022.    |
| У финалу пратимо коначан обрачун Мараша са Чавдаром, да ли ће Мараш успети да извуче брата од бугарске мафије и шта је Црвени предузео да Петра извуче из Бугарске и како му је сервирао шок од кога ће се Петар тешко опоравити. |                    |               |                 |                                    |                     |

### Серија Јужни ветар: На граници (2023)
| Бр. еп. (укупно) | Бр. еп. (у сезони) | Наслов         | Редитељ                                                                            | Сценариста                         | Премијера         |
| --- | ------------------ | -------------- | ---------------------------------------------------------------------------------- | ---------------------------------- | ----------------- |
| 19 | 1                  | „Епизода 3.1”  | Милош Аврамовић, Љубомир Божовић, Немања Ћеранић, Данило Бећковић и Милош Стаматов | Петар Михајловић и Милош Аврамовић | 25. фебруар 2023. |
| Поруку коју му је Црвени послао, убивши његовог брата Ненада, Мараш је у потпуности разумео. Свестан да се тренутак коначног обрачуна приближава и жели да га што више одложи не би ли за себе и своје људе обезбедио што бољу позицију. Док Баћа надгледа још једну "јужноамеричку испоруку", Мараш без поговора извршава наређење Црвеног и креће на пут упркос јасном ризику задатка на који га шаље.                            |                    |                |                                                                                    |                                    |                   |
| 20 | 2                  | „Епизода 3.2”  | Милош Аврамовић, Љубомир Божовић, Немања Ћеранић, Данило Бећковић и Милош Стаматов | Петар Михајловић и Милош Аврамовић | 26. фебруар 2023. |
| Марашева инвестиција у Источној Србији ће имати много већу улогу у наступајућим догађајима. То постане јасно када се реч о њој пронесе и скупштинским ходницима. Док Цар покушава да уради све што је у његовој моћи да се што више удаљи од свог "пређашњег живота", Мараш наставља са припремама за неминовни сукоб, још увек без јасног плана и потпуно несвестан да се списак његових противника повећава.                      |                    |                |                                                                                    |                                    |                   |
| 21 | 3                  | „Епизода 3.3”  | Милош Аврамовић, Љубомир Божовић, Немања Ћеранић, Данило Бећковић и Милош Стаматов | Петар Михајловић и Милош Аврамовић | 4. март 2023.     |
| Постаје јасно да за Мараша, Цара и Баћу, време које проводе са својим најближима и у обављању редовних "пословних обавеза" само на кратко може да створи илузију "нормалног живота". Ствари на које имају све мање утицаја их врло брзо враћају у реалност. Поготово Цара који схвата да се од прошлости не може побећи. Утицај прошлости осети и Софија која се посредно, током једног изласка, нађе у средишту "политичке афере". |                    |                |                                                                                    |                                    |                   |
| 22 | 4                  | „Епизода 3.4”  | Милош Аврамовић, Љубомир Божовић, Немања Ћеранић, Данило Бећковић и Милош Стаматов | Петар Михајловић и Милош Аврамовић | 5. март 2023.     |
| Смрт новинарке Бојане широм отвара врата нових проблема који ће се обрушити на несвесног Мараша, његове "миријевце" и породицу док се, уз Цареву помоћ, спрема да коначно повуче први потез и пронађе савезнике у наступајућем сукобу. Како се "траг крви" лагано увлачи и у Народну скупштину, бојно поље постаје богатије за још једну "интересну групу", чији се контролни центар налази далеко ван граница Србије.              |                    |                |                                                                                    |                                    |                   |
| 23 | 5                  | „Епизода 3.5”  | Милош Аврамовић, Љубомир Божовић, Немања Ћеранић, Данило Бећковић и Милош Стаматов | Петар Михајловић и Милош Аврамовић | 11. март 2023.    |
| Након сусрета са најјачим босовима српског подземља, Мараш схвати да су уз њега само они најслабији, а да се међу осталима крије и човек који ће заузети његово место. Вест о Марашевој намери да крене на њега врло брзо стигне и до Црвеног и "удружења" чији је члан. Предосећајући почетак краја Мараш и Цар желе да пре свега обезбеде породицу.                                                                               |                    |                |                                                                                    |                                    |                   |
| 24 | 6                  | „Епизода 3.6”  | Милош Аврамовић, Љубомир Божовић, Немања Ћеранић, Данило Бећковић и Милош Стаматов | Петар Михајловић и Милош Аврамовић | 12. март 2023.    |
| Талас хаоса, који је својом последњом акцијом покренуо Цар, врло брзо захвата све актере саге "Јужни ветар". И док једни захваљући томе коначно добијају прилику да се обрачунају са својим противницима, или да се просто окористе нечијом лошом срећом, други бивају приморани да се боре за голи живот бежећи ван граница Србије.                                                                                                |                    |                |                                                                                    |                                    |                   |
| 25 | 7                  | „Епизода 3.7”  | Милош Аврамовић, Љубомир Божовић, Немања Ћеранић, Данило Бећковић и Милош Стаматов | Петар Михајловић и Милош Аврамовић | 18. март 2023.    |
| Док се Мараш и Баћа навикавају на своју нову стварност, Црвени трпи критике колега који имају све мање разумевања за његову самовољу. Лариса коначно своју потрагу са тла Русије премешта у Београд, учинивши да прилике на "бојном пољу" постану још компикованије. Томе доприноси и Софија која, на своју руку, започиње борбу за очување породице.                                                                               |                    |                |                                                                                    |                                    |                   |
| 26 | 8                  | „Епизода 3.8”  | Милош Аврамовић, Љубомир Божовић, Немања Ћеранић, Данило Бећковић и Милош Стаматов | Петар Михајловић и Милош Аврамовић | 19. март 2023.    |
| Мараш, докопавши се Јадранског мора, доживи нови ударац када схвати да његов хрватски ортак није у стању да му пружи било какву заштиту. Док Софија покушава да уђе у траг свим Марашевим пословима, Београд, по ко зна који пут, постаје "поприште сукоба" Истока и Запада. Ипак, Русија и Америка нису једине земље које би желеле да остваре свој утицај на тлу Србије.                                                          |                    |                |                                                                                    |                                    |                   |
| 27 | 9                  | „Епизода 3.9”  | Милош Аврамовић, Љубомир Божовић, Немања Ћеранић, Данило Бећковић и Милош Стаматов | Петар Михајловић и Милош Аврамовић | 25. март 2023.    |
| Софија не слути да се и на њеном путу ка коначном циљу појавио “страни чинилац”. Мада делује да се њен план, упркос потешкоћама на које наилази, уз помоћ Лазара и Јоване развија у жељеном правцу. Положај Црвеног постаје све неизвеснија, што не утиче на његову потребу да настави лов на Мараша који се нада да ће му “ново познанство” обезбедити безбедан повратак у Србију.                                                 |                    |                |                                                                                    |                                    |                   |
| 28 | 10                 | „Епизода 3.10” | Милош Аврамовић, Љубомир Божовић, Немања Ћеранић, Данило Бећковић и Милош Стаматов | Петар Михајловић и Милош Аврамовић | 26. март 2023.    |
| Неочекивани телефонски позив Марашу и Баћи коначно омогући повратак у Београд али не баш и очекиваном маршрутом. С друге стране границе, Јованин чланак о „добротвору из сенке“ као да изазове реакције преосталих актера ове саге. За неке од њих то ће значити и почетак краја. |                    |                |                                                                                    |                                    |                   |
| 29 | 11                 | „Епизода 3.11” | Милош Аврамовић, Љубомир Божовић и Данило Бећковић                                 | Петар Михајловић и Милош Аврамовић | 1. април 2023.    |
| Мараш прима вест која га још више удаљи од наде да ће му се ризик на који је пристао одласком на Косово исплатити и то у тренутку у ком је помислио да се не може наћи у незавиднијом стању. Да се што боље припреми за преговоре који му следе одмаже му и чињеница да је Софија, на своју руку, све време радила иза његових леђа, а да је Баћино понашање постајало све ризичније.                                               |                    |                |                                                                                    |                                    |                   |
| 30 | 12                 | „Епизода 3.12” | Милош Аврамовић, Љубомир Божовић, Немања Ћеранић, Данило Бећковић и Милош Стаматов | Петар Михајловић и Милош Аврамовић | 2. април 2023.    |
| Мараш се, у недостатку било каквих опција, за помоћ обраћа последњој "инстанци“ долазећи до закључка да је, као и увек до тада, све било у његовим рукама и зависило од његових одлука. По повратку у Београд, оставши по први пут у потпуности сам, Мараш прихвата нову улогу која му је, сплетом околности којих није био свестан, наметнута.                                                                                     |                    |                |                                                                                    |                                    |                   |